# Oszkár Jászi
Oszkár Jászi (născut Jakubovits), cunoscut și ca Oscar Jászi, (n. 2 martie 1875, Carei (maghiară Nagykároly), Austro-Ungaria – d. 13 februarie 1957, Oberlin, Ohio, Statele Unite ale Americii) a fost un sociolog, politician, profesor universitar și istoric maghiar, cunoscut pentru încercarea sa de salvare a statului ungar prin oferirea unei largi autonomii naționalităților, la sfârșitul Primului Război Mondial.
Adept al radicalismului liberal burghez, a militat pentru o largă reformă socială, politică și etnică a statului ungar la începutul secolului al XX-lea. A fost membru al Consiliului Național Maghiar în timpul Revoluției Crizantemelor și, ulterior, ministru fără portofoliu, responsabil cu afacerile naționalităților, în guvernul condus de Mihály Károlyi.
A condus, în zilele de 13-14 noiembrie 1918, la Arad delegația Ungariei, încercând să negocieze cu reprezentanții Consiliului Național Român Central rămânerea românilor transilvăneni în cadrul Ungariei, cu o largă autonomie.
După Primul Război Mondial,  Oszkár Jászi a emigrat în Statele Unite ale Americii. Din cauza ideilor sale, regimurile autoritare din Ungaria de după sfârșitul primei mari conflagrații l-au considerat un inamic.

## Copilăria, educația și familia
Tatăl său, Ferenc Jászi (1838-1910), a fost un medic de familie și potrivit cuvintelor fiului său, un „onorabil, liber cugetător”. Acesta era evreu și și-a schimbat numele original de Jakubovits în Jászi în 1881. În aceeași perioadă, familia acestuia s-a convertit la calvinism. Mama sa, Roza Liebermann (1853-1931), a fost cea de-a doua soție a lui Ferenc Jászi. A avut un frate numit Viktor (1868- 1915) – avocat și profesor la Debrețin - atât la Colegiul Reformat, cât și la Universitatea locală - și o soră, Alice (1877-1935) – profesoară de dans și una dintre personalitățile fondatoare ale terapiei de reabilitare în Ungaria.
Jászi a urmat liceul piariștilor din Carei, unde a fost coleg de școală cu poetul Endre Ady, cu doi ani mai tânăr decât viitorul politician. Cei doi au devenit prieteni, dar mai târziu, în perioada lor de maturitate.
Descurcându-se foarte bine, a absolvit liceul cu un an mai devreme, în 1892, la șaptesprezece ani. Ulterior a studiat științele politice la Universitatea din Budapesta, în epoca lui Ágost Pulszky, fiind, de asemenea, puternic influențat de Gyula Pikler, deși mai târziu el i-a respins acestuia din urmă „anti-pozitivismul istoric doctrinar”. în timpul facultății a admirat figuri precum József Eötvös și Pál Gyulai, aliniindu-se astfel principiilor europene ale liberalismului maghiar, orientat împotriva clericalismului și naționalismului gălăgios al celor care căutau independența față de Austria. A absolvit universitatea în 1896.
Din 1913 până în 1918 a fost căsătorit cu poeta, pictorița și graficiana Anna Lesznai, cu care a avut trei fii, printre care și pe viitorul germanist Andrew Jászi. S-a recăsătorit. ulterior, în 1924, cu Recha Wohlmann.

## Cariera

### Criticul sistemului
După întoarcerea sa acasă a lucrat un deceniu ca funcționar la departamentul economic din Ministerul Agriculturii. A avut un salariu mic la început, dar mult timp liber, ceea ce i-a permis să studieze politicile agricole din Ungaria și să-și dea seama de caracterul rigid și nemilos de clasă al administrației țării. În calitate de funcționar public, nu îi era permis să scrie pe subiecte politice, astfel încât articolele sale au început să apară sub pseudonimul „Oszkár Elemér”. În vara anului 1899, împreună cu câțiva prietenii de-ai săi, a planificat apariția unui nou periodic, care să prezinte problemele sociale într-o lumină mai veridică decât în cea din revistele științifice. Numele periodicului a fost Huszadik Század (Secolul XX) și a apărut din ianuarie 1900. Jászi a fost forța motrice intelectuală a periodicului, publicând, ocazional, articole combative în care a declarat război viziunii științifice înguste și politicii reacționare. Un an mai târziu, în ianuarie 1901, Jászi și prietenii săi au fondat Societatea sociologilor, care a devenit imediat un loc de întâlnire pentru dezbateri incisive. În jurul Societății și a periodicului s-a strâns și dezvoltat un grup orientat spre critică democrat-liberală asociat curentului ideologic și politic al radicalismului burghez, aflat la modă în acele timpuri.
La începutul anului 1904 i-a apărut cartea Artă și Moralitate și Jászi a sperat să se califice ca privatdozent, cu scopul de a debuta într-o carieră universitară. Curând, însă, a intrat în politică și s-a concentrat pe încercarea de a crea un partid socialist care să facă, în același timp, apel la naționalismul maghiar. A plecat la Paris în ianuarie 1905, unde a făcut cunoștință cu limba franceză academică și cu viața politică, fiind profund impresionat de mediul parizian în cele șase luni petrecute acolo.
Tot în aceeași perioadă a scris un articol despre Metoda sociologică a celor două opinii, în care a susținut abordarea lui Émile Durkheim. A scris, de asemenea, un alt articol în care-l ataca pe Marx în calitate de mare fetiș al socialismului, ceea ce l-a înstrăinat de o parte dintre prietenii săi radicali. A revenit din capitala Franței cu sentimentul că ungurii reprezintă „ecouri tardive și palide ale eforturilor vestice, fără tendințe intelectuale cu rădăcini maghiare, capabile de a avea un impact substanțial asupra civilizației lumii”.

### Politicianul
S-a întors în Ungaria în 1905 în mijlocul unei crize constituționale. Partidul Liberal al lui István Tisza, aflat la guvernare timp de trei decenii, a pierdut alegerile din februarie, iar împăratul Franz Josef a refuzat să invite opoziția să formeze un nou guvern. În același timp, el l-a numit pe feldmareșalul baron Géza Fejérváry ca prim-ministru, iar opoziția a făcut apel la rezistență națională. În luna august, Jászi și unii dintre prietenii săi au fondat o Ligă pentru Vot Universal prin vot secret, aceasta reprezentând debutul carierei sale politice. În iunie 1906 a demisionat din postul său de la minister.
În numărul din ianuarie 1907 al Secolului XX, Jászi a scris un articol program intitulat „În direcția noii Ungarii”, conturând o politică radicală de independență și de autonomie economică îndreptată împotriva Monarhiei Habsburgice. În același articol a susținut autonomia municipalităților, reforma educației publice, secularizarea moșiilor bisericii, libertatea de gândire, libertatea presei, libertatea întrunirilor, dreptul la grevă, precum și oprirea maghiarizării minorităților și a politicii de incitare naționalistă.
În 1908 Jászi și prietenii săi au devenit francmasoni, iar Jaszi conducător al unei loje separate, această conexiune fiind principalul motiv pentru care francmasoneria a fost legată în Ungaria de schimbarea progresivă. În 1912 a fost numit profesor asistent de sociologie la Universitatea din Cluj,  unde a continuat să se rafineze și să-și propage opiniile sale politice. Conform lui Hugh Seton-Watson, „Jászi a sperat că, dacă degenerata clasă politică ar putea fi înlăturată de la putere, pământul ar fi distribuit țăranilor și dreptul de vot ar fi acordat tuturor cetățenilor, ar putea apărea o nouă Ungarie, în care cultura maghiară ar putea coexista în mai multe limbi”.
La 6 iunie 1914, Jászi a unit un număr de grupuri progresiste în Országos Polgári Radikális Párt (Partidul Național Radical Civic), sub o platformă prin care se solicita votul universal, o reformă agrară radicală, autonomia vamală și controlul statului asupra educației. Adunarea constitutivă s-a ținut la Budapesta, iar Jászi a devenit președintele partidului.
Șase săptămâni mai târziu a izbucnit Primul Război Mondial și noul partid a sprijinit mișcarea pacifistă și a cerut înființarea unei federații a statelor din întreaga Europă, un fel de precursoare a Ligii Națiunilor. Din toamna anului 1915 până la jumătatea anului 1917 Jászi a fost corespondent de război pe front.

### Ministrul

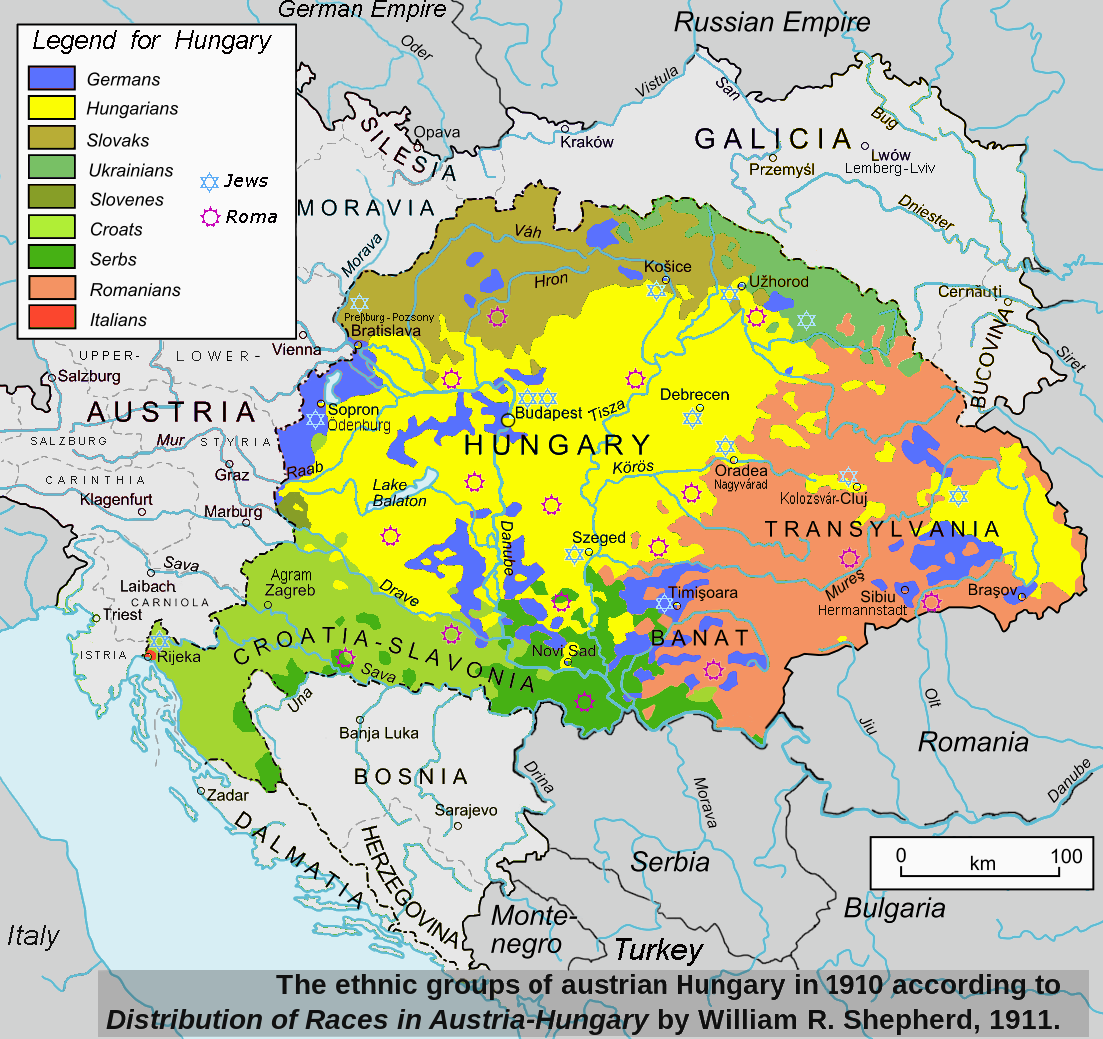
Harta etnică a Ungariei în anul 1910

În timpul Revoluției Crizantemelor din 1918, Jászi a intrat în guvernul Károlyi ca ministru fără portofoliu al naționalităților, din partea Consiliului Național Maghiar (Magyar Nemzeti Tanács). Demersurile sale din această funcție s-au centrat pe convingerea liderilor diferitelor popoare, în principal ai românilor, slovacilor și rutenilor, să-și păstreze oamenii în interiorul granițelor Ungariei, oferindu-le autonomie maximă în cadrul unui model de stat asemănător Elveției. Tentativa acestuia însă a eșuat. În timpul negocierilor de la Arad dintre guvernul maghiar și liderii majorității românești din Transilvania (13-14 noiembrie 1918) a fost liderul delegației ungare.
Jászi a demisionat din guvernul Károlyi în luna ianuarie 1919, crezând că nu au cum să existe progrese serioase în problema naționalităților, în condițiile partajării Ungariei de către puterile Antantei victorioase. 
„Am sperat că eliberarea de poverile birocratice și de obligațiile de solidaritate cu cabinetul să-mi permită să-mi exprim punctele de vedere mai energic”
, a amintit Jászi mai târziu în memoriile sale. A devenit, ulterior, consilier-șef de politică externă al lui Károlyi și a fost, de asemenea, numit, în primăvara anului 1919, în funcția de președinte al Consiliului Afacerilor Externe.
Mai târziu, Jászi a sperat în înființarea unui Confederații Dunărene a naționalităților.
La 21 martie 1919, în locul guvernului Károlyi, a fost instaurat regimul condus de Béla Kun, începând, astfel, cea de-a doua fază a revoluției maghiare. În memoriile sale de mai târziu, Jászi a afirmat că i-a îndemnat pe membrii Partidului Radical, dizolvat în urma revoluției comuniste, să nu accepte responsabilități politice sau morale pentru regimul comunist, dar, în același timp, să nu încerce să copieze și tipul de sabotaj al acestuia, al intelectualității ruse. Lăsând politica deoparte, membrii partidului au fost sfătuiți să se gândească la asistarea noului regim în domeniile administrativ și economic.

## Profesorul
La începutul anului 1919, Oszkár Jászi a fost numit profesor de sociologie la Universitatea din Budapesta.
Jászi a emigrat din Ungaria la 1 mai 1919 și s-a stabilit inițial la Viena. În memoriile sale, acesta și-a justificat plecarea prin incapacitatea sa de a tolera negarea completă a libertății de gândire și de conștiință care a caracterizat regimul comunist, precum și prin previzionarea unui iminent colaps al regimului, care ar fi fost urmat de un regim contrarevoluționar violent. În perioada vieneză, a fost, împreună cu Mihály Károlyi, unul dintre liderii comunității democratice de emigranți și editor al ziarului Bécsi Magyar Újság. A călătorit în Cehoslovacia, Iugoslavia și România ducând demersuri pentru izolarea și răsturnarea regimului contrarevoluționar al lui Miklós Horthy, precum și pentru înființarea unei Confederații Dunărene.
Între 1923-1924 a făcut un tur în Statele Unite, în timpul căreia a vizitat mai multe universități, orașe și comunități maghiare, cu aceleași obiective. Devenit un critic atât al Republicii Sovietice Ungare, cât și al regimului Horty, autoritățile ultimului regim l-au considerat unul dintre inamicii principali.
În 1925 a emigrat în Statele Unite ale Americii, unde a fost numit profesor de științe politice la Oberlin College până în 1942, când s-a pensionat, după ce în 1931 a căpătat cetățenie americană. În timpul celui de-Al Doilea Război Mondial a prezidat Federația Maghiarilor Democrați, încercând să unească diverse facțiuni politice și sociale, mai puțin pe cele care au urmat linia Habsburgilor și a lui Horthy. Până în 1947 nu a mai încercat  să intre în Ungaria, deși, anual, a vizitat Europa.
În SUA a scris o serie de cărți, dintre care cea mai cunoscută este Destrămarea Monarhiei Habsburgice, publicată în 1929 de Chicago University Press. S-a străduit, în timp, să contribuie la clarificarea rolului jucat de Karolyi în revoluție și s-a apucat să scrie biografia acestuia, pe care nu a mai apucat să o finalizeze.
În 1956 era deja grav bolnav.

## Relațiile cu românii și cu instituțiile lor

### Recenzii în limba română
Ideile lui Oszkár Jászi în sensul acordării unei largi autonomii minorităților din Austro-Ungaria s-au bucurat de o largă popularitate, inclusiv în rândurile românilor transilvăneni. Cassiu Maniu, fratele lui Iuliu Maniu, a publicat în anul 1907, la Arad, broșura intitulată Recenziunea operei lui Oszkár Jászi, despre formarea statelor naționale.

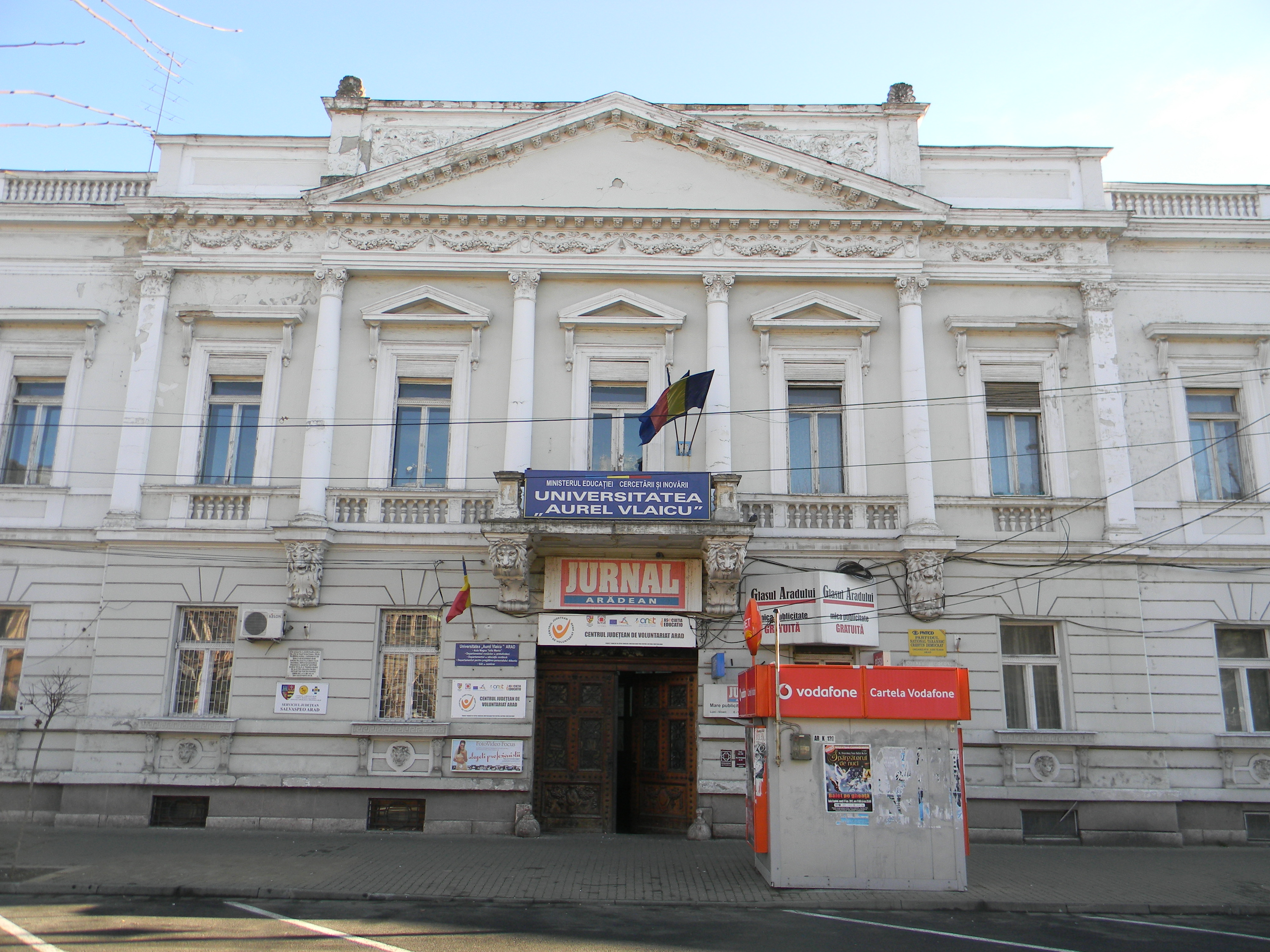
Fosta Prefectură din Arad. În această clădire au avut loc negocierile între delegația guvernului maghiar și Consiliul Național Central Român de la mijlocul lunii noiembrie 1918

Concepțiile politice ale lui Jászi referitoare la problemele Europei Centrale au fost publicate în România interbelică, în special în numerele pe anul 1922 din Revista Vremii politice, literare și economice, publicație editată de Grigore Gafencu.

### Negocierile de la Arad
În zilele de 13-14 noiembrie 1918 s-a întâlnit la Arad cu reprezentanții Consiliului Național Român Central pentru a negocia cu aceștia rămânerea cu o largă autonomie în cadrul Ungariei, care ar fi urmat să fie organizată sub forma unui stat asemănător Elveției. Negocierile s-au desfășurat la sediul Comitatului Arad (actualul rectorat al Universității din Arad). Conducătorul delegației române a fost Ștefan Cicio-Pop.
Propunerea a fost respinsă de Iuliu Maniu, care a cerut „desfacerea totală”.

## In memoriam

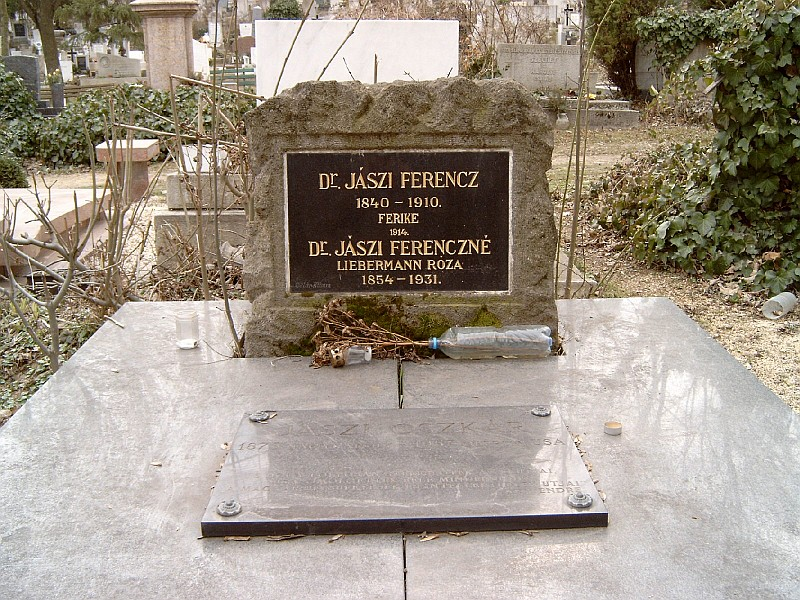
Mormântul din cimitirul budapestan Farkasréti, în care este depusă cenușa lui Oszkár Jászi

În 1989 un comitet de inițiativă a militat pentru înființarea Asociației pentru Politică Externă Jászi Oszkár, recunoscută oficial în ianuarie 1991. Tot în 1991 cenușa sa a fost adusă din SUA și înhumată potrivit voinței sale în pământ maghiar, în cimitirul Farkasréti din Budapesta, într-un mormânt comun cu cel al părinților săi. La ceremonie au participat președintele Republicii Ungare și cel al Adunării Naționale.

## Publicații
- Revolution and Counter-Revolution in Hungary, London, 1924.
- The Dissolution of the Habsburg Monarchy. Chicago: University of Chicago Press, 1929.
- Proposed Roads to Peace. New York: The Abingdon Press, 1932.
- Against the Tyrant: The Tradition and Theory of Tyrannicide. With John D. Lewis. Chicago: Free Press, 1957.
- Homage to Danubia. Lanham, MD: Rowman & Littlefield, 1995.